# Dennis Burnett
Dennis Henry Burnett (Bermondsey, 27 settembre 1944) è un allenatore di calcio ed ex calciatore inglese, di ruolo difensore.

## Carriera
Burnett ha cominciato la carriera con la maglia del West Ham United. Ha esordito in First Division in data 2 ottobre 1965, venendo schierato titolare nella sconfitta per 3-0 patita sul campo del Fulham. È rimasto in squadra per un biennio, totalizzando 48 presenze in campionato, senza segnare alcuna rete.
È stato poi ceduto al Millwall, in cambio di 15.000 sterline. Successivamente, è stato in forza all'Hull City, squadra che nel 1974 lo ha prestato nuovamente al Millwall. Nel 1975 si è trasferito agli statunitensi delle St. Louis Stars, franchigia militante in North American Soccer League (NASL).
Rientrato poi in Inghilterra per giocare nel Brighton & Hove, nel 1977 è tornato alle St. Louis Stars. A questa esperienza, ne è seguita un'altra con gli irlandesi degli Shamrock Rovers.
Nel 1978, Burnett è approdato in Norvegia per giocare nelle file dell'Haugar. Ha ricoperto l'incarico di allenatore-giocatore al club. Ha fatto parte della squadra che ha raggiunto la finale del Norgesmesterskapet 1979, per poi arrendersi al Viking col punteggio di 2-1.
In virtù di questo risultato, l'Haugar ha partecipato alla Coppa delle Coppe 1980-1981, per via della contemporanea vittoria del campionato 1979 da parte del Viking. Burnett ha giocato la prima partita in questa edizione della manifestazione in data 16 settembre 1980, titolare nel pareggio per 1-1 maturato sul campo del Sion. Sempre nel 1980, l'Haugar ha centrato la promozione in 1. divisjon, massima divisione del campionato.
Nel 1994, un mese prima del suo 50º compleanno, ha giocato una partita per il Lancing, contro l'Horsham YMCA, in occasione di una sfida valida per l'edizione stagionale dell'FA Cup.